# Saint-Germain-du-Teil
Saint-Germain-du-Teil är en kommun i departementet Lozère i regionen Occitanien i södra Frankrike. Kommunen ligger i kantonen Saint-Germain-du-Teil som tillhör arrondissementet Mende. År 2022 hade Saint-Germain-du-Teil 860 invånare.

## Befolkningsutveckling
Antalet invånare i kommunen Saint-Germain-du-Teil
| Referens: INSEE |